# Lydia B Kollins
Nicholas Fry, född 29 maj 2001, känd som Lydia B Kollins, är en amerikansk dragqueen och modell som deltog i den sjuttonde säsongen av RuPauls dragrace, där hon slutade på sjunde plats. Den 23 april 2025 tillkännagavs Kollins som en av deltagarna i den tionde säsongen av RuPaul's Drag Race All Stars.

## Uppväxt och utbildning
Fry växte upp i Greensburg, Pennsylvania  och gick på Hempfield Area School District där hen tog studenten 2019. Han studerade film vid Point Park University och tog examen 2023.

## Karriär
Frys dragpersona Lydia B Kollins är inspirerad av karaktären Lydia Deetz från kultfilmen Beetlejuice. Lydia B Kollins är filmskapare och nämner Tim Burton, David Lynch och John Waters som sina inspirationskällor. Hon började med drag i den digitala dragcommunityn vid 15 års ålder, och tävlade i webbserien Drag Showdown, samt vann tredje säsongen av webbtävlingen The Drag Ball. Hennes första offentliga framträdande i drag skedde vid ett Pride-event på Nemacolin Woodlands Resort år 2021. Innan hon började arbeta heltid som dragartist jobbade hon som servitris på Duquesne Club i Pittsburgh. Hon sökte till Drag Race endast en gång.
Som modell gick hon visning för Susanne Bartschs “Bartsch Summer Camp Pride”-evenemang år 2021. Kollins var förband till sångerskan Chappell Roans spelning i Pittsburgh under The Midwest Princess Tour i april 2024.  Hennes “hemmabarer” är P*Town Bar i Oakland och Blue Moon i Lawrenceville, Pittsburgh. Kollins beskriver sin dragstil som ”grungy”, ”alternativ”, ”kuslig” och ”vampig”.
Hennes Instagramföljare ökade med 1 283 procent medan programmet sändes. Hon är den enda deltagaren i Drag Race som tävlat i en andra säsong innan den första ens sänts. Hon berättar att hon bjöds in att delta i tionde säsongen av Drag Race All Stars, tre veckor efter att inspelningen av säsong 17 avslutats – och hade omkring fem dagar på sig att förbereda sig.

## Privatliv
Fry bor i Pittsburgh. Sedan februari 2025 dejtar Fry Drag Race-deltagaren Kori King, en romans som började under inspelningen.

## Filmografi

### Tv
| År   | Titel                                   | Roll              | Anmärkning             |
| ---- | --------------------------------------- | ----------------- | ---------------------- |
| 2025 | RuPauls dragrace (säsong 17)            | Tävlingsdeltagare | 7:e plats              |
| 2025 | RuPauls dragrace: Untucked              | Sig själv         | Säsong 17 (11 avsnitt) |
| 2025 | RuPauls Drag Race All Stars (säsong 10) | Tävlingsdeltagare |                        |